# 泰高集团
泰高集团是荷兰一家动物营养、水产饲料及肉品生产商。泰高集团在超过30个国家拥有约100家工厂，以及8个研发中心。公司成立于1994年，由Cinven公司支持对BP的饲料和营养部门进行管理层收购。 泰高集团1997年在欧洲证券交易所阿姆斯特丹上市为AMX指数的成份股。